# 蜀北街道
蜀北街道，是中华人民共和国四川省南充市南部县下辖的一个乡镇级行政单位。

## 行政区划
蜀北街道下辖以下地区：
振兴街社区、草市街社区、金鱼岭社区、金华街社区、新华路西段社区、新华路社区、翻身街社区、金洞路社区、蜀北社区、新安路社区、水景湾社区、金鱼桥社区、五里社区、黄家坝社区、席家村、幸福村、大垭村、向阳村、新华村、石子岭村、黑水塘村、松云洞村和中心村。